# Parafia św. Klemensa i św. Andrzeja Boboli w Kramarzówce
Parafia św. Klemensa i św. Andrzeja Boboli w Kramarzówce – parafia rzymskokatolicka, znajdująca się w archidiecezji przemyskiej, w dekanacie Pruchnik. 

## Historia
W pierwszej połowie XV wieku powstała wieś Prosnów, na której gruntach przed 1470 rokiem lokowano Kramarzówkę.
W 1790 roku została zbudowana murowana cerkiew greckokatolicką, z fundacji Ignacego Smulskiego.
W latach 1918–1920 zbudowano drewniany kościół z fundacji Klementyny z Dzieduszyckich-Szembekowej i hrabiego Włodzimierza Szembeka z Węgierki. W 1921 roku została utworzona ekspozytura, z wydzielonego terytorium parafii Pruchnik, a nowy kościół poświęcono pw. św. Klemensa. 15 października 1927 roku dekretem bpa Anatola Nowaka ekspozytura została przemianowana na samodzielną parafię.
W 1996 roku stary kościół rozebrano, a na jego miejscu w 1997 roku rozpoczęto budowę obecnego murowanego kościoła, według projektu architektów inż. Romana Orlewskiego i inż. Władysława Jagiełło. W 2000 roku ukończono budowę kościoła. 15 lipca 2001 roku abp Józef Michalik poświęcił nowy kościół pw. Opatrzności Bożej.
Na terenie parafii jest 1 576 wiernych.
Proboszczowie parafii:
1921–1923. ks. Michał Buniowski (ekspozyt).
1923–1928. ks. Stefan Fus (ekspozyt).
1928–1929. ks. Stanisław Janusz.
1929–1938. ks. Józef Grydyk.
1938–1950. ks. Jan Bielec.
1950–1959. ks. Stanisław Ziobro (administrator).
1959–1975. ks. Władysław Fietko (administrator).
1975–2002. ks. Bronisław Konieczny.
2002– nadal ks. Zbigniew Szostecki.